# Chorleywood (stanice metra v Londýně)
Chorleywood je stanice metra v Londýně, otevřená 8. července 1889 jako Chorley Wood. 1. listopadu 1915 byla stanice přejmenována na Chorley Wood & Chenies a od roku 1934 má již současné jméno. Autobusové spojení zajišťuje linka 336. Stanice se nachází v přepravní zóně 7 a leží na linkách:
- Metropolitan Line mezi stanicemi Chalfont & Latimer a Rickmansworth.
- National Rail

| Rok  | Počet cestujících |
| ---- | ----------------- |
| 2011 | 0,91 mil.         |
| 2012 | 1,01 mil.         |
| 2013 | 0,99 mil.         |
| 2014 | 1,06 mil.         |